# Kikusui (métro de Sapporo)
Kikusui (菊水駅, Kikusui-eki) est une station du métro de Sapporo au Japon. Elle est située dans l'arrondissement de Shiroishi à Sapporo.

## Situation sur le réseau
Établie en souterrain, la station est située au point kilométrique (PK) 10,4 de la ligne Tōzai entre la station Bus Center mae, en direction du terminus nord-ouest Miyanosawa, et la station Higashi Sapporo, en direction du terminus sud-est Shin Sapporo.

## Histoire
La station a été inaugurée le 10 juin 1976.

## Services aux voyageurs

### Accès et accueil
La station est ouverte tous les jours.

### Desserte
- Ligne Tōzai :
  - voie 1 : direction Shin Sapporo
  - voie 2 : direction Miyanosawa

Installations et desserte
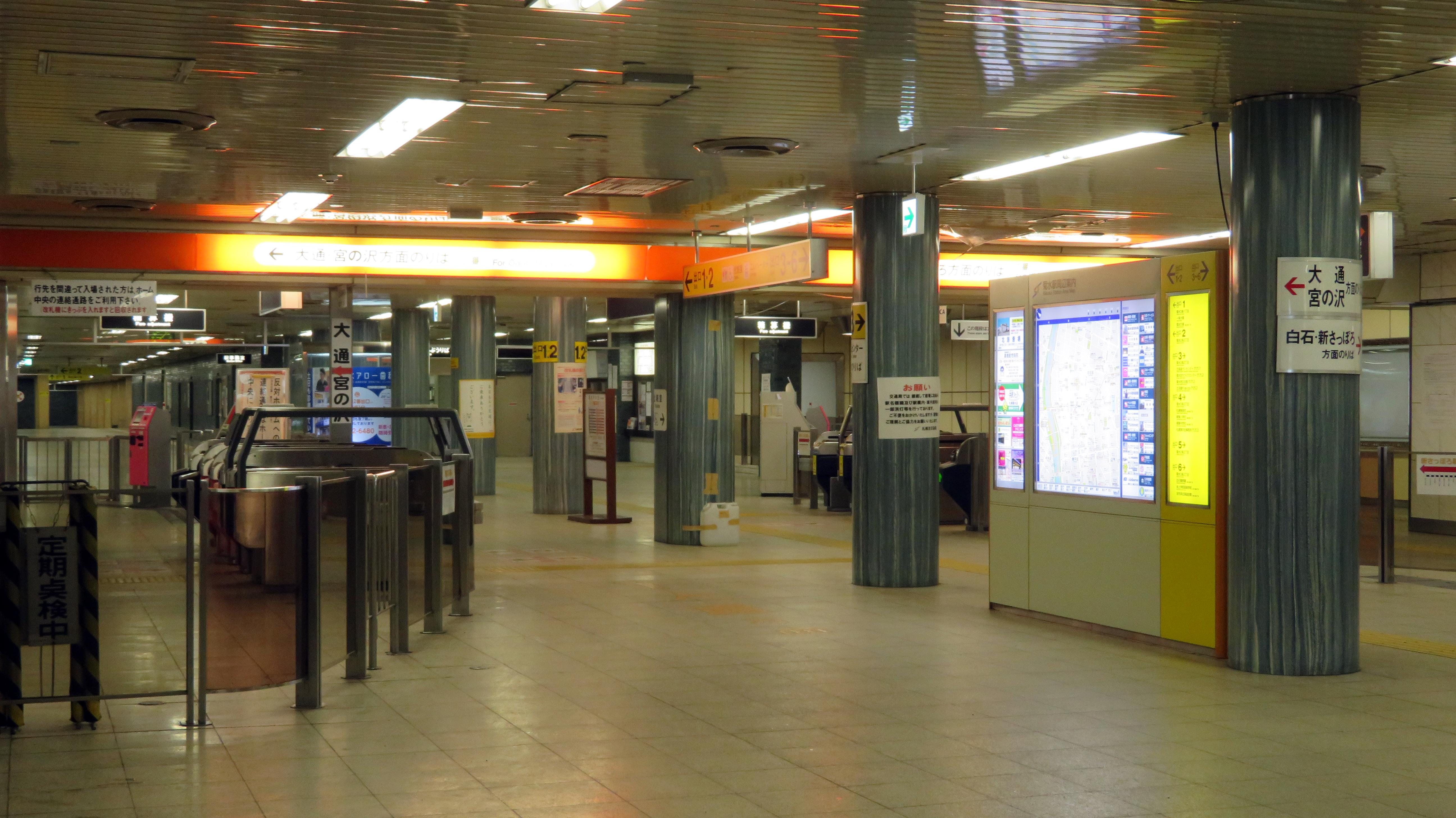
Ligne de contrôle.
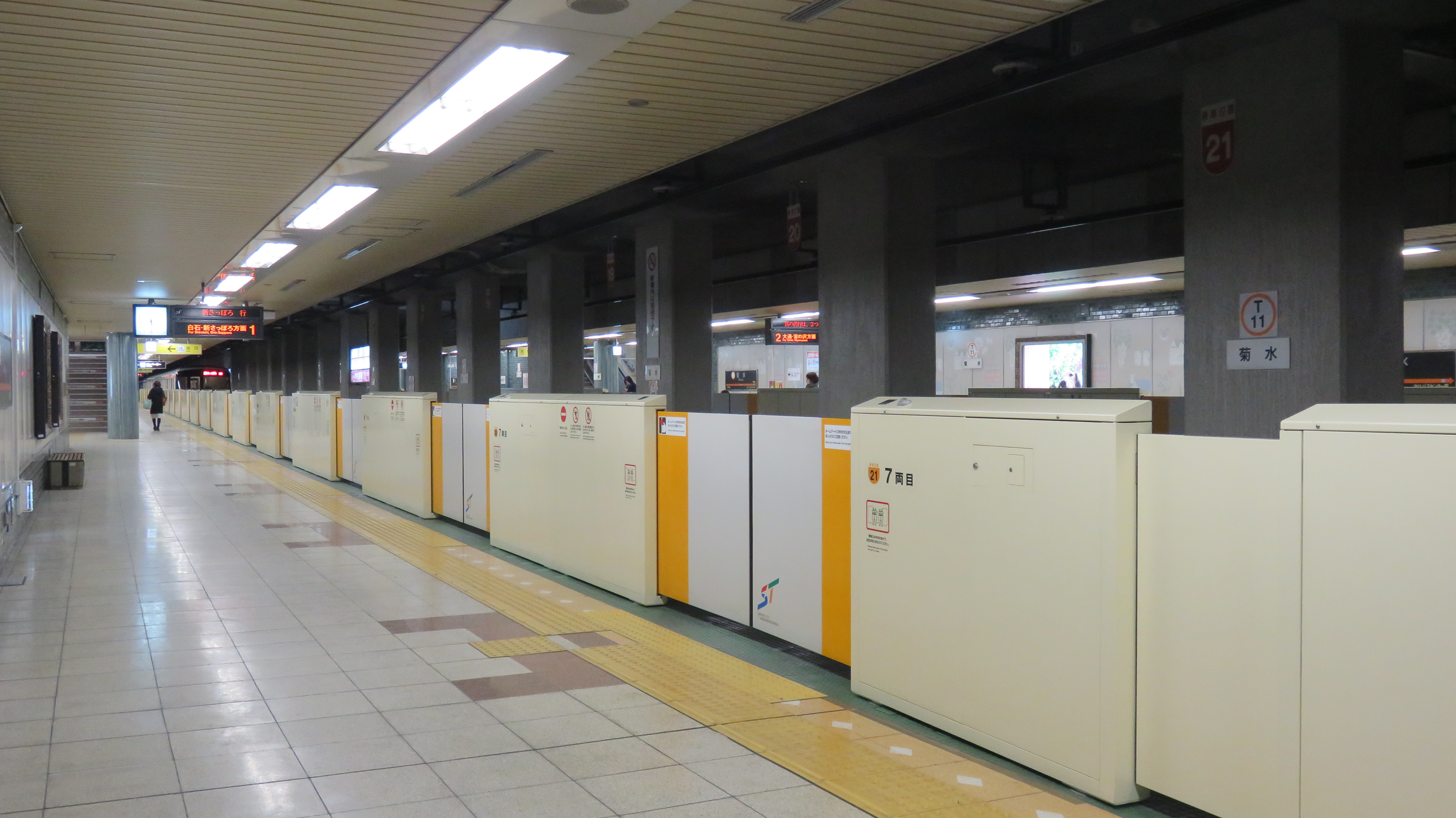
Un quai latéral.